# Ludwik Gościński
Ludwik Gościński (w „Ludomił Ziemicki”, „L. Ziemicki”, ”Polanin”, „Przedpełk”; ur. 19 grudnia 1890 w Krościenku Niżnym, zm. 31 lipca 1969 w Rzeszowie) – polski działacz samorządowy, prezydent Przemyśla, poseł do Krajowej Rady Narodowej, były duchowny katolicki. Działacz ruchu „Zadruga”, pamiętnikarz.

## Życiorys
Był synem Józefa (krawca). Studiował na wydziale filozoficznym Papieskiego Uniwersytetu Gregoriańskiego w Rzymie, potem w Szwajcarii; ukończył seminarium duchowne w Krakowie i przyjął święcenia kapłańskie. Obronił doktorat z filozofii.
Pracował jako duchowny w Warszawie, od 1923 r. w Poznaniu, a następnie we Lwowie, gdzie od 1927 był sekretarzem polskiej prowincji zakonnej franciszkanów. W 1931 został mianowany wizytatorem apostolskim Zgromadzenia ss. Niepokalanek. W okresie od końca 1931 do 1933 był opiekunem polskich emigrantów zarobkowych w Danii mieszkając w Nykobing (wyspa Falster). Od 1933 był przełożonym klasztoru franciszkańskiego i kościoła w Kaliszu. Na zlecenie zakonu napisał biografię św. Antoniego Padewskiego (jako o. Rajner Gościński „Św. Antoni Padewski. (Żywot)” Lwów 1931).
Po powrocie do kraju osiadł w Kaliszu, gdzie był przełożonym klasztoru. Opuścił stan duchowny w listopadzie 1934 i podjął pracę kierownika biura Stowarzyszenia Uczestników Walki o Szkołę Polską. Po ukazaniu się nr 1 pisma „Zadruga” (XI 1937) zgłosił się do redakcji i podjął z nią stałą współpracę jako „Ludomił Ziemicki”. Używał też pseudonimu „Polanin” oraz imienia zadrużnego „Przedpełk”. Jego autorstwa był tekst „Światopogląd na eksport” („Zadruga” nr 1/1939 – streszczenie tez M. E. Ravage), który spowodował sporządzenie aktu oskarżenia przeciw Józefowi Grzance jako red. odpowiedzialnemu (proces nie odbył się z powodu wybuchu wojny).
Okupację niemiecką początkowo spędza w Warszawie. Uczestniczy jako wykładowca historii w spotkaniach dyskusyjno-samokształceniowych organizowanych przez „Zadrugę” (wokół nich wykrystalizowało się środowisko „kosynierów”). Współpracował też z jednym z oddziałów Rady Głównej Opiekuńczej. Był członkiem ChOW „Racławice” a po jej scaleniu z AK żołnierzem AK jako referent Referatu BIiP przy Komendzie AK Inspektoratu Krosno (1943–1944?).
Po II wojnie światowym działał w administracji państwowej w Krośnie. Od października 1944 był członkiem PPR (potem PZPR), wchodził w skład egzekutywy Komitetu Powiatowego oraz uczestniczył w I Zjeździe PPR; był także instruktorem propagandy w Komitecie Centralnym PPR. W latach 1944–1945 i 1947–1948 pełnił funkcję wicestarosty krośnieńskiego, a 1948–1950 prezydenta Przemyśla. Od kwietnia 1946 sprawował mandat poselski w Krajowej Radzie Narodowej.
W 1950 przerwał na kilka miesięcy aktywność zawodową z powodu choroby serca. Jesienią 1950 sekcja VII wydziału V WUBP w Rzeszowie prowadziła sprawę ewidencyjną, w ramach której zbierano informacje o nim. Było to być związane ze śledztwem w sprawie Zadrugi i zapewne przyczyniło się do zakończenia jego kariery w administracji. Później działał w Związku Zawodowym Pracowników Łączności, pracował w delegaturze powiatowej Przedsiębiorstwa Upowszechniania Prasy i Książki „Ruch” w Krośnie. Był instruktorem Komitetu Powiatowego PZPR w Krośnie, od 1961 instruktorem Wojewódzkiego Ośrodka Propagandy Partyjnej w Rzeszowie. Przeszedł na emeryturę w 1968. Był odznaczony m.in. Złotym Krzyżem Zasługi, który otrzymał w 1949 roku za zasługi położone na polu zwalczania drożyzny i stabilizacji cen na wniosek Ministra Przemysłu i Handlu.
W wydanych po jego śmierci wspomnieniach „Rozstanie z Kościołem” możemy prześledzić ewolucję jego światopoglądu, od fideizmu do racjonalizmu i materializmu. Nie wspomina nic o swojej działalności w Zadrudze. 